# Ayman Nadim
Ayman Nadim (en arabe : أيمن نديم), né le 19 octobre 1963, est un nageur égyptien.

## Carrière
Ayman Nadim remporte trois médailles d'or et une médaille d'argent aux Championnats d'Afrique de natation 1982 au Caire.
Il dispute les Jeux olympiques d'été de 1984 à Los Angeles, disputant les épreuves de brasse et de relais.
Il remporte aux Jeux africains de 1987 à Nairobi la médaille d'or sur 100 mètres brasse.